# Вовки
Вовки́ (Вовків) — нежиле село в Україні, у Комишнянській селищній громаді Миргородського району Полтавської області. Населення становить 0 осіб. До 2020 року орган місцевого самоврядування — Клюшниківська сільська рада. Розташоване за 2 км від сіл Травневого та В'язового.

## Мешканці
В селі народився Губенко Віталій Платонович (1933—2018) — український художник.